# Psychotria variegata
Psychotria variegata är en måreväxtart som beskrevs av Julian Alfred Steyermark. Psychotria variegata ingår i släktet Psychotria och familjen måreväxter. Inga underarter finns listade i Catalogue of Life.